# 고현영
고현영(1989년 11월 21일 ~ )은 대한민국의 2010년 미스코리아 미(美)이다.

## 프로필
- 출생: 1989년 11월 21일
- 신체: 175cm, 52.3kg, 34-24-35
- 학력: 연세대학교 영어영문학과
- 수상: 2010년 미스코리아 미(美), 2010년 미스코리아 부산 진(眞)
- 경력: 2010년 구구데이 홍보대사, 꽃사랑 이웃사랑 홍보대사, 2011년 세계 7대자연경관선정 홍보대사
- 취미: 스포츠관람, 공연관람
- 특기: 재즈댄스, 플룻 연주